# Жан-Мішель Феррі
Жан-Мішель Феррі (фр. Jean-Michel Ferri, нар. 7 лютого 1969, Ліон) — французький футболіст, що грав на позиції захисника, зокрема за «Нант» та національну збірну Франції.

## Клубна кар'єра
Народився 7 лютого 1969 року в місті Ліон. Вихованець футбольної школи клубу «Нант». Дорослу футбольну кар'єру розпочав 1987 року в основній команді того ж клубу, в якій провів одинадцять сезонів, взявши участь у 288 матчах чемпіонату. Більшість часу, проведеного у складі «Нанта», був основним гравцем захисту команди. 1995 року допоміг їй вибороти титул чемпіона Франції.
Згодом з 1998 по 1999 рік грав за турецький «Істанбулспор» та в Англії за «Ліверпуль».
Завершував ігрову кар'єру на батьківщині в «Сошо», за який виступав протягом 1997—2000 років.

## Виступи за збірну
1994 року дебютував в офіційних матчах у складі національної збірної Франції.
Загалом протягом дворічної кар'єри в національній команді провів у її формі 5 матчів.

## Титули і досягнення
- Чемпіон Франції (1):

«Нант»: 1994-1995